# 스페테카카

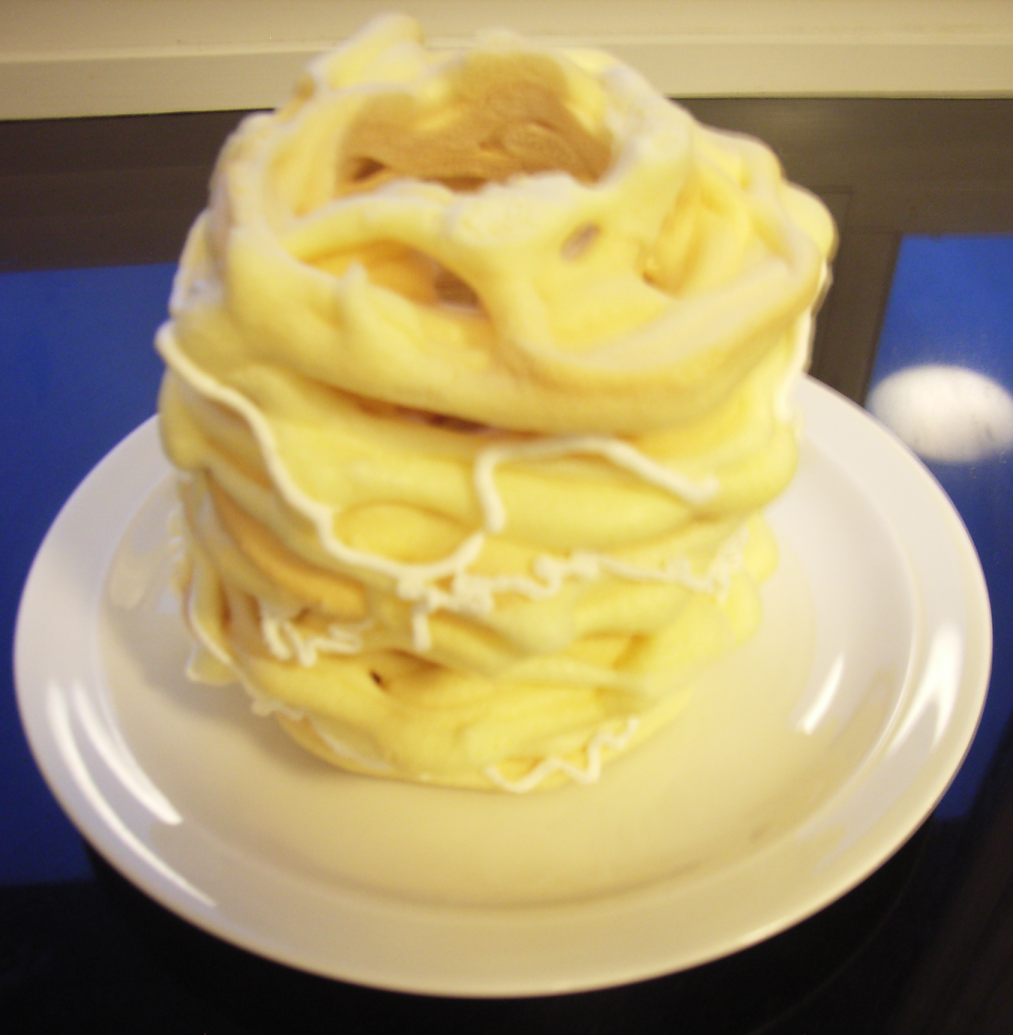
스페테카카

스페테카카(spettekaka)는 스웨덴 남부지역 스코네 지방의 특산 디저트로, 아이싱을 크게 층층이 둘러 구워낸 스핏 케이크이다. 진한 커피와 함께 먹는다.